# Stadio La Granja
Lo Stadio La Granja (in spagnolo Estadio La Granja) è uno stadio calcistico di Curicó, in Cile, della capienza di 8 278 spettatori. Fu costruito nel 1949 e ha subito una totale ristrutturazione nel 2010.
È utilizzato prevalentemente dalla squadra locale, il Curicó Unido.
È uno dei tre stadi dove si è disputato il campionato sudamericano Under-20 2019.

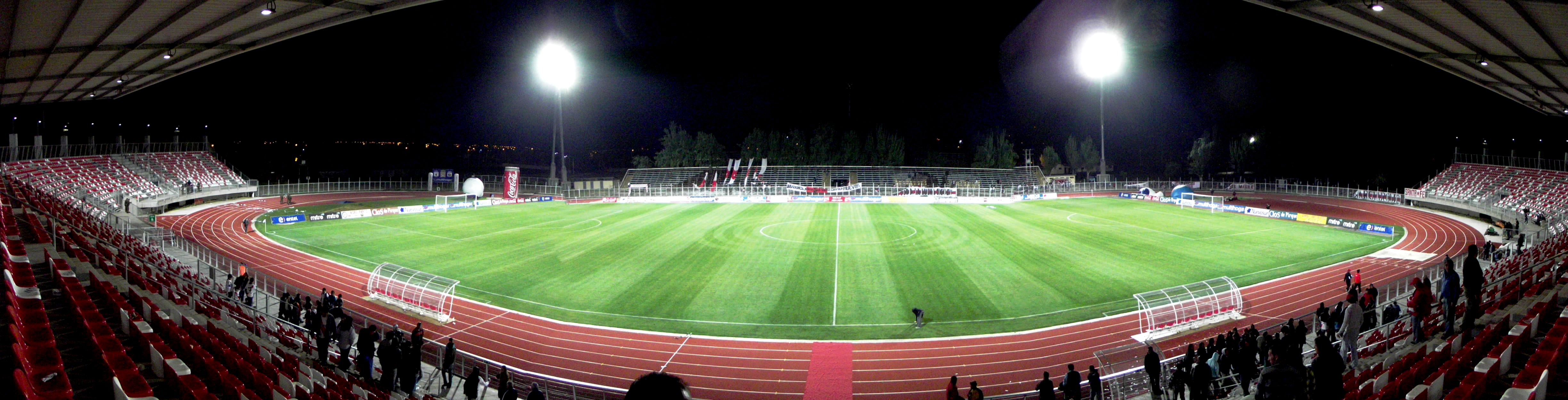
Vista panoramica dello stadio